# Ouverture au monde
Pour les articles homonymes, voir Ouverture.
Ouverture au monde est une sculpture contemporaine située à Lausanne, en Suisse.
Œuvre de l'artiste espagnol Ángel Duarte (es), cette sculpture en acier inoxydable de 1973 est offerte par le Rotary International à la Ville de Lausanne à l'occasion de son congrès mondial, la même année. Elle est située sur la jetée d'Osche, à Ouchy. Ouverture au monde est composée de 6 demi-hyperboloïdes de révolution, formés à l'aide de 36 panneaux,.